# Lauren Iungerich
Lauren Emily Iungerich (née le 14 septembre 1974) est une écrivaine, réalisatrice et scénariste américaine connue pour avoir réalisé la série Awkward.

## Biographie
Lauren Iungerich est née à Los Angeles, en Californie, d'une mère travailleuse sociale, Alto Dube, et d'un père procureur, Russell Iungerich. Elle a grandi à Rancho Palos Verdes, en Californie, et est diplômée de la Palos Verdes Peninsula Hight School en 1992 et de Claremont McKenna College en 1996.

## Carrière
À la fin de sa première année de collège elle commence un stage pour les producteurs d'Hollywood. Elle travaille comme assistante réalisatrice d'Arnold Kopelson sur les films US Marshals et Meurtre Parfait pour lesquels elle participe à la production.
Elle crée la sitcom Awkward pour MTV et quitte la série après la troisième saison.
En 2018, elle réalise la série On My Block pour Netflix avec notamment Jason Genao.

## Vie personnelle
Lauren est mariée depuis 2012 avec Jamie Dooner, superviseur musical,. Ils ont une fille prénommée Charlie et vivent dans le sud de la Californie.